# Colletogyne perrieri
Colletogyne perrieri Buchet – gatunek byliny, geofitu, należący do monotypowego rodzaju Colletogyne, z plemienia Arophyteae, w rodzinie obrazkowatych, endemiczny dla północnego Madagaskaru, zasiedlający zarośla na pokrytych próchnicą skałach wapiennych. Nazwa naukowa rodzaju pochodzi od greckich słów kolletos (przyklejona) i gyne (kobieta) i odnosi się do kolby przyrośniętej do pochwy na długości pokrytej kwiatami żeńskimi; nazwa gatunkowa została nadana na cześć żyjącego w XX wieku francuskiego botanika, badacza flory Madagaskaru, Josepha Perrier de la Bâthie.

## Charakterystyka
Mała, bulwiasta, roślina, przechodząca okres spoczynku, tworząca w okresie wegetacyjnym 2-3 kwiatostany typu kolbiastego pseudancjum oraz (razem z kwiatostanem lub później) 1 liść właściwy (rzadziej 2) o sercowatej blaszce. Białawe wnętrze otwartej, niezwężonej, odwrotnie jajowatej pochwy i kolba kwiatostanu pokryte są gęsto czerwono-purpurowymi plamkami. Najniższy fragment kolby, pokryty kwiatami żeńskimi, przyrasta do pochwy. Kwiaty żeńskie składają się z pojedynczej zalążni, szyjki słupka i znamienia, przy czym zalążnia i dolna część szyjki objęte są synandriami w kształcie urny. Owocostan składa się z wrzecionowatych jagód. Liczba chromosomów 2n = 54.
Gatunek podobny do roślin z rodzajów Arophyton i Carlephyton, od których różni się synandriami zredukowanymi do pojedynczego pręcika, szczytowym położeniem pylnika na stożkowatej nitce, kolbą pokrytą płodnymi kwiatami aż do wierzchołka oraz zawsze sercowatą blaszką liściową.